# 제이슨 모모아
제이슨 모모아(영어: Jason Momoa, 1979년 8월 1일 ~ )는 미국 하와이 출신의 배우이다. 밀리터리 SF 드라마 《스타게이트 아틀란티스》 (2004–2009)의 로넌 덱스 역과 HBO의 판타지 드라마 《왕좌의 게임》의 칼 드로고 역 등의 드라마에서의 역할로 잘 알려져 있다.
모모아는 검과 마법 영화 《코난: 암흑의 시대》의 주인공 역을 연기하기도 했다. 《배트맨 대 슈퍼맨: 저스티스의 시작》과 《저스티스 리그》에서 아쿠아맨으로 출연했고, DC 확장 유니버스의 일부인 2018년《아쿠아맨》에서 같은 역으로 출연했다.
《도망자2016》은 모모아의 첫 감독, 각본, 제작 영화이다. 그는 또한 그 영화 주연으로도 출연했고 이 영화는 2014년 7월 11일에 개봉했다.

## 출연작 목록

### 영화
| 연도 | 제목                              | 원제                                   | 배역                 | 비고       |
| ---- | --------------------------------- | -------------------------------------- | -------------------- | ---------- |
| 2003 | 베이워치                          | Baywatch: Hawaiian Wedding             | 제이슨               | TV 영화    |
| 2004 | 존슨 가족의 휴가                  | Johnson Family Vacation                | 나바로               |            |
| 2007 | 파이프라인                        | Pipeline                               | 카이                 |            |
| 2011 | 코난: 암흑의 시대                 | Conan the Barbarian                    | 코난                 |            |
| 2012 | 불릿 투 더 헤드                   | Bullet to the Head                     | 키건                 |            |
| 2014 | 도망자 2016                       | Road to Paloma                         | 로버트 울프          |            |
| 2014 | 디버그: 슈퍼컴퓨터 VS 천재해커    | Debug                                  | 이엄                 |            |
| 2014 | 울브스                            | Wolves                                 | 코너                 |            |
| 2016 | 배트맨 대 슈퍼맨: 저스티스의 시작 | Batman v Superman: Dawn of Justice     | 아서 커리 / 아쿠아맨 | 카메오     |
| 2016 | 슈거 마운틴                       | Sugar Mountain                         | 조 브라이트          |            |
| 2017 | 원스 어폰 어 타임 인 베니스       | Once Upon a Time in Venice             | 스파이더             |            |
| 2017 | 버려진 자들의 땅                  | The Bad Batch                          | 킬                   |            |
| 2017 | 저스티스 리그                     | Justice League                         | 아서 커리 / 아쿠아맨 |            |
| 2018 | 브레이븐                          | Braven                                 | 조 브레이븐          |            |
| 2018 | 아쿠아맨                          | Aquaman                                | 아서 커리 / 아쿠아맨 |            |
| 2019 | 레고 무비 2                       | The Lego Movie 2: The Second Part      | 아서 커리 / 아쿠아맨 | 애니메이션 |
| 2021 | 잭 스나이더의 저스티스 리그       | Zack Snyder's Justice League           | 아서 커리 / 아쿠아맨 |            |
| 2021 | 스위트 걸                         | Sweet Girl                             | 레이 쿠퍼            |            |
| 2021 | 듄                                | Dune                                   | 덩컨 아이다호        |            |
| 2022 | 슬럼버랜드                        | Slumberland                            | 플립                 |            |
| 2022 | 라스트 맨헌트                     | The Last Manhunt                       | 빅 짐                |            |
| 2023 | 분노의 질주: 라이드 오어 다이     | Fast X                                 | 단테 레예스          |            |
| 2023 | 플래시                            | The Flash                              | 아서 커리 / 아쿠아맨 | 카메오     |
| 2023 | 아쿠아맨과 로스트 킹덤            | Aquaman and the Lost Kingdom           | 아서 커리 / 아쿠아맨 |            |
| 2024 | 스턴트맨                          | The Fall Guy                           | 본인                 | 카메오     |
| 2025 | 마인크래프트 무비                 | A Minecraft Movie                      | 가렛 게리슨          |            |
| 2026 | 슈퍼걸: 우먼 오브 투모로우        | Supergirl: Woman of Tomorrow           | 로보                 |            |
| 미정 | 분노의 질주: 홉스 앤 레예스       | Fast & Furious Presents: Hobbs & Reyes | 단테 레예스          |            |
| 미정 | 단테의 손                         | In the Hand of Dante                   |                      |            |

### 텔레비전 드라마
| 연도      | 제목                  | 원제              | 배역                 | 비고                                 |
| --------- | --------------------- | ----------------- | -------------------- | ------------------------------------ |
| 1999-2001 | SOS 해상 구조대       | Baywatch: Hawaii  | 제이슨 아이온        | 조연                                 |
| 2004-05   | 노스 쇼어             | North Shore       | 프랭키 소            | 21회분 출연                          |
| 2005-09   | 스타게이트 아틀란티스 | Stargate Atlantis | 로넌 덱스            | 주연                                 |
| 2009      | 더 게임               | The Game          | 로먼                 | 4회분 출연                           |
| 2011-12   | 왕좌의 게임           | Game of Thrones   | 칼 드로고            | 10회분 출연                          |
| 2014-15   | 레드 로드             | The Red Road      | 필립 코퍼스          | 12회분 출연                          |
| 2014-15   | 드렁크 히스토리       | Drunk History     |                      | 2회분 출연                           |
| 2016-18   | 프론티어              | Frontier          | 데클런 하프          | 주연                                 |
| 2019      | 심슨 가족             | The Simpsons      | 본인 (목소리 출연)   | "The Fat Blue Line" 에피소드         |
| 2019-22   | 어둠의 나날           | See               | 바바 보스            | 주연                                 |
| 2022      | 피스메이커            | Peacemaker        | 아서 커리 / 아쿠아맨 | "It's Cow or Never" 에피소드; 카메오 |
| 미정      | 치프 오브 워          | Chief of War      | 미정                 | 미니시리즈                           |